# Любомир Тенев
Любомир Димов Тенев е български театровед, професор.

## Биография
Роден е на 25 април 1915 г. в Хасково в семейство на учители. Майка му Надя Иванова Тенева е учителка по Френски език в гимназията в града. Завършила е литература в Гренобъл, Франция. Баща му Димо Тенев е учител по Литература и директор на гимназията. Председател е на читалището в града, също е френски възпитаник.
Любомир Тенев завършва Право в Софийския университет. От студентските си години сътрудничи с отзиви и рецензии в културния печат. Преподавател е по Западноевропейски театър от основаването на ВИТИЗ. По-късно е ректор на института. Член е на Съюза на българските писатели. Удостояван с високи отличия и награди.
Умира на 9 март 1993 г. в София.
През 2000 г. е издадена „Книга за професор Любомир Тенев“, чийто съставител е Димитър Цолов.

## Творчество
Автор е на 522 публикации, от тях 19 книги, сред които:
- „Драма и сцена“ (1959);
- „Драматургия и съвременност“ (1961);
- „Актьори и роли“ (1966);
- „Маска и перо“ (1968);
- „Театър и действителност“ (1971);
- „Разкъсани мрежи“ (1972);
- „Конфликти и време“ (1972);
- „Хамлет“ (1964, 1973);
- „Избрани произведения в 2 тома“ (1975);
- „Те в пространството на сцената“ (1977);
- „Срещи във вечерни часове“ (1978);
- „Пристанища за мигове“ (1981).[1]